# Cộng hòa Xã hội chủ nghĩa Xô viết Turkmenia
Cộng hoà Xã hội Chủ nghĩa Xô viết Turkmenia (tiếng Turkmen: Түркменистан Совет Социалистик Республикасы Türkmenistan Sovet Sotsialistik Respublikasy; tiếng Nga: Туркменская Советская Социалистическая Республика Turkmenskaya Sovetskaya Sotsialisticheskaya Respublika), hay còn gọi tắt là Turkmenia Xô viết, là một trong những nước Cộng hoà tạo nên Liên bang Xô viết (ở Trung Á). Được thành lập vào 7 tháng 8 năm 1921 như là Turkmenia Oblast của Turkestan Tự trị Xô viết. Vào 13 tháng 5 năm 1925 nó được chuyển thành Turkmen Xô viết và trở thành một nước Cộng hoà riêng rẽ của Liên Xô. Năm 1991, Cộng hòa Xã hội chủ nghĩa Xô viết Turkmenia tuyên bố độc lập và được đổi tên thành "Turkmenistan."